# Pentadiplandraceae
Classification APG III (2009)
Famille
La famille des Pentadiplandracées est une famille de plantes dicotylédones qui comprend une ou deux espèces du genre Pentadiplandra.
Pentadiplandra brazzeana est un grand arbuste grimpant originaire des régions tropicales d'Afrique.

## Étymologie
Le nom vient du genre type Pentadiplandra, composé des trois mots grecs πέντε / pente, cinq, διπλό / diplo, double, et άνδρα / andra, « homme, mâle, étamine », en référence au 10 étamines habituellement présentes dans la fleur de cette plante.

## Classification
En classification classique de Cronquist (1981) cette famille n'existait pas.

## Liste des genres
Selon NCBI (21 juin 2010), Angiosperm Phylogeny Website (21 juin 2010) et DELTA Angio (21 juin 2010) :
- Pentadiplandra

## Liste des espèces
Selon NCBI (21 juin 2010), Angiosperm Phylogeny Website (21 juin 2010) :
- genre Pentadiplandra
  - Pentadiplandra brazzeana